# Myrmeleon (Myrmeleon) berenice
Myrmeleon (Myrmeleon) berenice is een insect uit de familie van de mierenleeuwen (Myrmeleontidae), die tot de orde netvleugeligen (Neuroptera) behoort. 
Myrmeleon (Myrmeleon) berenice is voor het eerst wetenschappelijk beschreven door Banks in 1913.